# Siphoninoides
Siphoninoides es un género de foraminífero bentónico de la subfamilia Siphoninoidinae, de la familia Siphoninidae, de la superfamilia Siphoninacea, del suborden Rotaliina y del orden Rotaliida. Su especie tipo es Planorbulina echinata. Su rango cronoestratigráfico abarca desde el Mioceno hasta la Actualidad.

## Clasificación
Siphoninoides incluye a las siguientes especies:
- Siphoninoides diphes
- Siphoninoides echinatus
- Siphoninoides glabra
- Siphoninoides laevigata